# Термінал ЗПГ Лісекіл
Термінал ЗПГ Лісекіл (Lysekil) — інфраструктурний об'єкт для прийому, регазифікації та перевалки зрідженого природного газу в Швеції. Споруджений на західному узбережжі країни за 100 км на північ від Гетеборга.
Введений в експлуатацію у 2014 році, Лісекіл став другим об'єктом такого типу у Швеції. Як і перший термінал в Нінасхамн, він має невелику потужність та обладнаний резервуаром для зберігання ЗПГ із об'ємом всього 30 000 м3. При цьому термінали Скандинавії (окрім названих, можна згадати ще про об'єкт у фінському місті Порі) одразу розраховані на різні форми поставок зрідженого газу споживачам. Так, термінал Лісекіл здійснює операції з:
- постачання регазифікованої продукції до нафтопереробного заводу Preem (в обсязі до 200 тисяч тонн на рік);[1]
- постачання ЗПГ автоцистернами (наприклад, на відстань понад 400 км до заводу SSAB в Borlänge);
- заправки суден, двигуни яких працюють на ЗПГ[2].

Інвестиції в термінал становили 85 млн євро.